# Test de Bender
El Test de Bender está inspirado en la Teoría de la Gestalt sobre la percepción, particularmente en las investigaciones realizadas por Max Wertheimer, en 1932, sobre las leyes de percepción. También los dibujos patrones, que el sujeto debe copiar, son los que seleccionó Wertheimer para estudiar la estructuración visual y verificar las leyes guestálticas de la percepción.
Lauretta Bender realizó las investigaciones para su test en el "Bellevue Hospital" de New York. A partir de 1932 empezó a publicar sus resultados en la prensa especializada, y en el año 1938 la American Orthopsychitric Association lo dio a conocer en conjunto. El test Guestáltico de Bender fue bien aceptado por la crítica científica y pronto paso a ocupar un puesto de importancia en toda batería psicométrica contemporánea.
- Objetivo: examen de la función guestáltica visomotora, su desarrollo y regresiones.
- Funcionamiento: se le presenta a los sujetos, en forma sucesiva una colección de 16 figuras geométricas para que las reproduzca teniendo el modelo a la vista.
- Caracterización: test visomotor, no verbal, neutro e inofensivo.
- Aplicaciones: exploración del retardo, la regresión, la pérdida de función y defectos cerebrales orgánicos, en adultos y en niños, así como de las desviaciones de la personalidad, en especial cuando se manifiesta fenómenos de regresión. En detalle:

1. Determinación del nivel de maduración de los niños y adultos deficientes.
2. Examen de la patología mental infantil: demencias, oligofrenia, neurosis.
3. Examen de la patología mental en adultos: retrasos globales de la maduración, incapacidades verbales específicas, disociación, desórdenes de la impulsión, perceptuales y confusionales. Estudio de la afasia, de las demencias paralíticas, alcoholismo, síndromes postraumáticos, psicosis maníaco-depresivas, esquizofrenia y simulación.

- Margen: es aplicable a sujetos de 4 años hasta la adultez.

## Administración
- Material de prueba:

1. juego de 9 figuras geométricas, más o menos complejas impresas en negro, en láminas de cartulina blanca.
2. protocolos de prueba: hojas de papel tamaño carta,
3. un lápiz;
4. una goma.

- Administración de la prueba: se administra en forma individual. Puede emplearse como test introductorio.
- Tiempo: no se fija ni se limita el tiempo: no deben retirarse las láminas hasta que el examinado las haya reproducido. No obstante puede calcularse que la prueba toma por lo regular un lapso de 15 a 30 minutos.
- Registro de la Prueba: Se registra la reacción del sujeto a la situación de prueba, su comportamiento a lo largo de ella, y en especial toda conducta que en el curso del test se desvíe de las normas señaladas. En ningún caso se considerará que el test ha fracasado. Registrar si el sujeto está fatigado para tenerlo en cuenta en el diagnóstico. Estos datos se anotan en el protocolo de registro.

## Análisis y evaluación
Para este tipo de análisis deben observarse las características de la organización de las figuras sobre el espacio disponible (copia reducida, copia extendida, superposiciones), el grado de claridad de la reproducción, la adhesión o desvío de los modelos (omisiones, desviaciones, adornos extras), las características de los contornos (nítidos, difusos, repasados), de los elementos reproducidos (tamaño, posición orientación). La colocación en el plano horizontal o vertical correcta o incorrecta, la orientación hacia la izquierda o hacia la derecha correcta o incorrecta, el grado de movimiento, la interrelación entre las figuras (congruencias, discrepancias, interinfluencias, perseveración, tendencia a clasificar los dibujos, agrupación de figuras similares –horizontales, a base de puntos, etc.- independencia o conexión de las figuras entre sí), el afán de perfección, formalismo, tendencia a las respuestas abstractas o concretas, auxilio mecánico (trazado de líneas auxiliares; uso de goma), etc.

### Análisis y evaluación cuantitativos
El análisis cuantitativo sirve de auxiliar, con las ventajas de su mayor objetividad. Para estimar el nivel de maduración en los niños, Bender suministra en el manual un cuadro de fácil consulta y suma utilidad. El test se estandarizó sobre 800 niños de 3 a 11 años, pertenecientes a distintos grados escolares (primero a quinto. Dado que los niños de tres años y menores (a menos que se les permita imitar) por lo común sólo reproducen garabatos y los de 11 ya producen todas las figuras satisfactoriamente, en tanto que los adultos sólo agregan una cierta perfección, motora o una absoluta fidelidad en los detalles, tamaños y distancias, debe considerarse que el B.G. mide el grado de la madurez de la función guestáltica visomotora entre los 4 y los 11 años de edad. He de aquí las principales normas derivadas del rendimiento estándar de los niños hacia estas edades: 
- 2 y medio a 4 años: garabato, en forma de espirales o movimientos pendulares. La dirección la determina la mano que se emplee: dirección dextrorsa (sentido del movimiento de las agujas del reloj) si se emplea la mano derecha; dirección sinistrorsa (sentido contrario a las agujas del reloj) si se emplea la mano izquierda. Al garabato sigue el dibujo de pequeños círculos cerrados o partes de círculos. Tendencia a perseverar en la reproducción de la primera figura en respuesta a las ulteriores.
- 4 años: en todas las figuras las formas se expresó mediante círculos y redondeles cerrados colocados sobre un donde; la dirección por líneas horizontales y de izquierda a derecha; la idea de número, mediante masas y la perseveración. Todos estos elementos pueden combinarse en cierta medida a fin de producir la integración de un patrón.
- 5 años: modifica sus círculos y redondeles y los transforma en una especie de cuadrado cerrado, o figuras oblongas ovaladas o círculos abiertos: traza arcos en diversas combinaciones, incluyendo la perseveración de arcos concéntricos e igualmente persevera en serie de dibujos horizontales en dirección vertical y cruza líneas verticales y horizontales.
- 6 años: dibuja cuadrados cerrados y en posición oblicua y representa relaciones de oblicuidad mediante dos redondeles entreabiertos y un segmento de redondel en relación con otro. Hace círculos tan pequeños que en verdad constituyen puntos y representan puntos en el espacio. Puede, pues, reproducir correctamente las figuras A, 1, 4 y 5. Suele ser capaz de cruzar líneas y hacer líneas onduladas.
- Después de los 7 años: a los 7 años reproduce la figura 8 a los 8, la figura 6. Progresó en lo que respecta a las relaciones de oblicuidad y aumento de la combinatoria.
- 10 años: reproduce las figuras 2 y 7 es capaz de producir una perseveración dextrorsa horizontal de sucesiones oblicuas verticales compuestas por tres círculos.
- 11 años: reproduce la figura número 3. Se le exige al niño que trace la figura 3 como una serie dextrorsa horizontal de ángulos obtusos con una amplitud creciente, en lugar de dibujar los arcos concéntricos que empleen los niños menores.

El test posee una versión revisada por Gary Brannigan y Scott Decker en 2ª edición.